# Bellarium
Bellarium es un género de foraminífero bentónico de la subfamilia Shepheardellinae, de la familia Allogromiidae, del suborden Allogromiina y del orden Allogromiida. Su especie tipo es Bellarium rotundus.  Su rango cronoestratigráfico abarca el Holoceno.

## Clasificación
Bellarium incluye a la siguiente especie:
- Bellarium rotundus